# Ferdinand von Schill
 (avril 2020).
Si vous disposez d'ouvrages ou d'articles de référence ou si vous connaissez des sites web de qualité traitant du thème abordé ici, merci de compléter l'article en donnant les références utiles à sa vérifiabilité et en les liant à la section « Notes et références ».

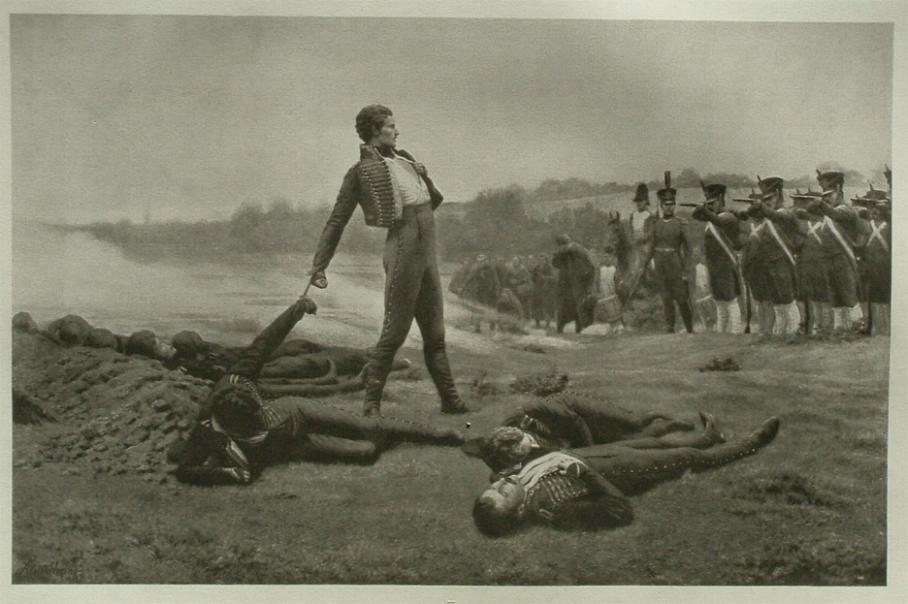
La Mort héroïque des onze officiers de Schill devant la Wesel.

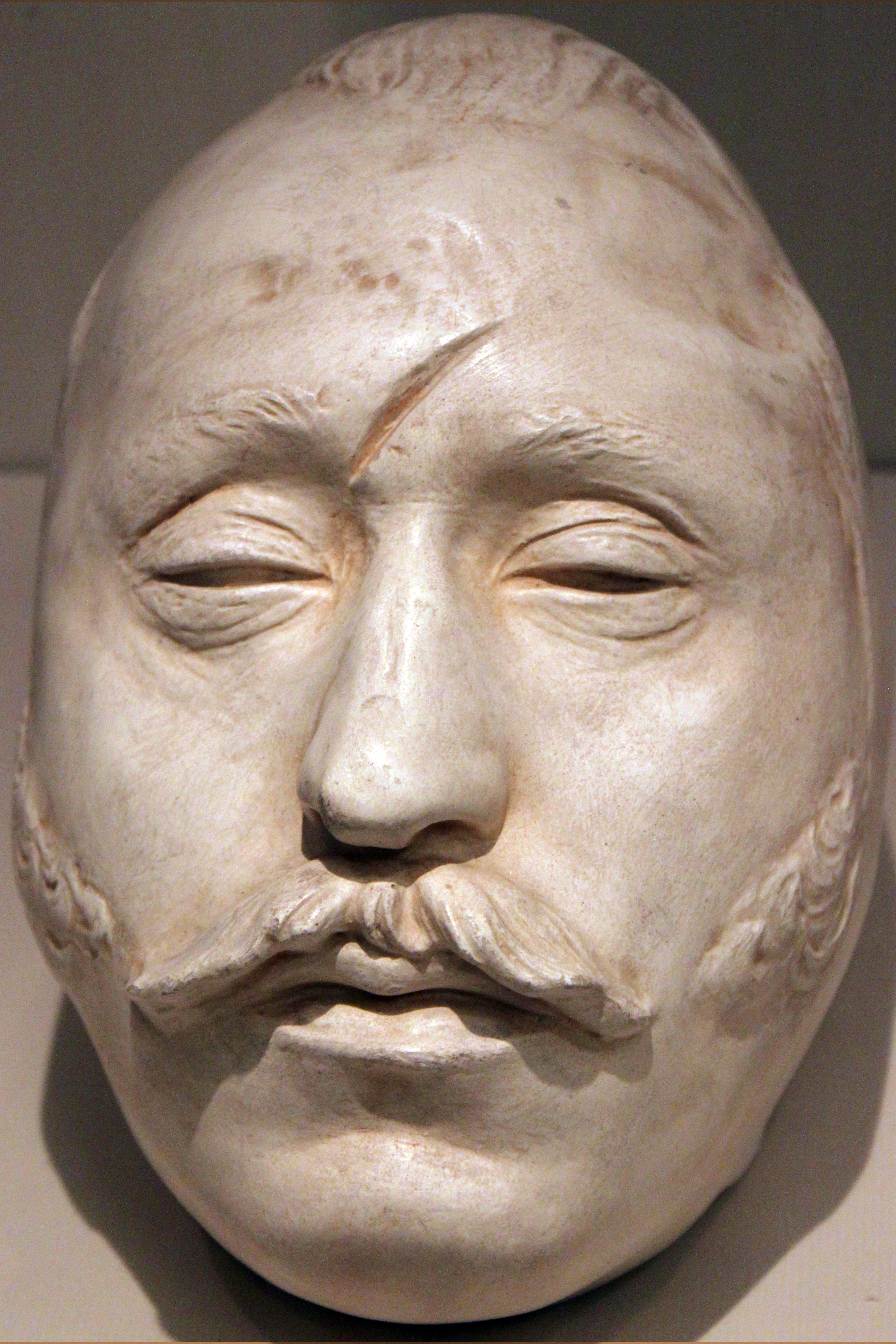
Masque mortuaire de Ferdinand von Schill dans le Deutsches Historisches Museum Berlin.

Ferdinand von Schill, né le 6 janvier 1776 à Wilmsdorf (aujourd'hui ortsteil de Bannewitz) en Saxe et mort le 31 mai 1809 à Stralsund, est un major de l'armée prussienne qui tenta de soulever les Allemands contre le régime d'occupation napoléonien en mai 1809.

## Biographie
Issu d'une famille noble mais peu fortunée, Ferdinand Baptista von Schill s'engagea en 1790 dans un régiment de dragons de l'armée prussienne, au sein duquel il parvint progressivement au grade de lieutenant.
En 1806, quand la Prusse entra dans la Quatrième Coalition, il prit part à la guerre contre la France et fut blessé lors de la Bataille d'Auerstaedt. Ayant échappé aux troupes ennemies, il se réfugia en Poméranie, à Colberg. Afin de continuer la lutte contre l'ennemi en harcelant ses troupes et par ordre du cabinet du 12 janvier 1807, le roi l'autorise à mettre sur pied le Corps libre de Schill avec ses propres ressources provenant de soldats de l'armée prussienne dispersés ou rançonnés, basé d'abord dans l'île de Rügen puis sous les murs de Colberg, assiégés par les Français entre avril et juillet 1807. Après l'arrêt des hostilités consécutif au traité de Tilsit, Schill fut promu major et placé à la tête d'un régiment de hussards basé à Berlin (1808).
Membre du Tugendbund, une société secrète libérale et nationaliste d'inspiration maçonnique, Schill n'acceptait ni la paix humiliante imposée à la Prusse, ni la domination napoléonienne en Allemagne. En 1809, la formation de la Cinquième Coalition, la reprise des hostilités et la rébellion tyrolienne d'Andreas Hofer ayant renforcé le sentiment national antifrançais, Schill décida de passer à l'action en formant un nouveau corps franc. Il ne put cependant compter sur le soutien officiel de la Prusse, celle-ci n'ayant pas rejoint la coalition.
À la fin du mois d'avril 1809, il quitta Berlin à la tête de 500 hussards de son régiment, renforcés par des volontaires, et se dirigea d'abord vers l'Elbe sans rencontrer de résistance, libérant sur son passage les villes de Wittemberg, Dessau, Halle et Halberstadt. Il entra ensuite dans le royaume de Westphalie, alors gouverné par Jérôme Bonaparte, frère de Napoléon. Il s'empara de plusieurs petites villes, dont Stendal et Wolmirstedt, se livrant à des réquisitions pour financer son expédition, et dispersa un corps de troupes westphaliennes qui avait été envoyé contre sa petite armée.
Mais l’expédition fut battue, le 5 mai à Dodendorf (aujourd'hui ortsteil de Sülzetal) près de Magdebourg par une division de troupes franco-westphaliennes envoyée par le général Michaud. Contraint de battre en retraite et de fuir vers le Mecklembourg, Schill s'empara de Wismar et défit les troupes du duc au défilé de Damgarten, ce qui lui permit de rejoindre la Poméranie.
Arrivé à Warnemünde, où il comptait s'embarquer avec le reste de ses compagnons pour l'île de Rügen, il fut rattrapé par les troupes hollandaises lancées à ses trousses et renforcées par un corps auxiliaire envoyé par le roi de Danemark et commandé par le général Ewald (en). Schill se retrancha alors dans la ville fortifiée de Stralsund (27 mai), promptement attaquée par les généraux Gratien et Ewald. La place ayant été investie dès le 31 mai par ses ennemis, Schill tenta une charge désespérée avant d'être grièvement blessé par un coup de pistolet danois. Il fut achevé, à sa demande, par un fantassin.
Officiellement en paix avec Napoléon depuis 1807, la Prusse se hâta de désavouer la tentative de Schill, le déclarant traître à sa patrie. Les officiers survivants du corps franc furent dégradés et onze d'entre eux furent fusillés à Wesel le 16 septembre. Le major Schill, dont les portraits se diffusaient en Allemagne, fut cependant considéré — surtout à partir de 1813 — comme un héros de la lutte nationale contre l'oppression étrangère. En 1837, ses restes (sa tête, conservée dans de l'esprit-de-vin) furent solennellement placés dans un monument élevé à sa mémoire dans la ville de Brunswick.